# Comox
Comox – miasto w Kanadzie, w prowincji Kolumbia Brytyjska, w dystrykcie Comox Valley, na wyspie Vancouver.